# The League of Nations
La League of Nations è stata una stable di wrestling attiva in WWE tra il 2015 e il 2016, composta da Alberto Del Rio, King Barrett, Rusev e Sheamus.
Il gruppo era interamente composto da wrestler di origini non statunitensi.

## Storia
Quando Roman Reigns ha vinto il vacante WWE World Heavyweight Championship dopo aver sconfitto Dean Ambrose nella finale di un torneo al pay-per-view Survivor Series, Sheamus ha incassato con successo il Money in the Bank – vinto nell'omonimo pay-per-view cinque mesi prima – dopo aver attaccato Reigns (che intanto aveva rifiutato di stringere la mano a Triple H) con due Brogue Kick e averlo schienato. Sheamus ha così conquistato per la terza volta il WWE World World Heavyweight Championship e il suo quarto titolo mondiale in WWE, sancendo la fine del regno come campione di Reigns dopo cinque minuti e quindici secondi e allo stesso tempo iniziando un'alleanza con l'Authority, capeggiata dallo stesso Triple H e da sua moglie Stephanie McMahon. In vista di TLC: Tables, Ladders and Chairs Reigns si è ripetutamente confrontato con Sheamus e i due si sono affrontati nella puntata di Raw del 30 novembre in un match titolato che Reigns avrebbe dovuto vincere in meno di cinque minuti e cinque secondi, ossia la durata del suo primo regno da campione, con Sheamus che lo ha preso in giro e ha proclamato il suo regno come "Sheamus 5:15", un gioco di parole che riprende l'Austin 3:16 di Steve Austin). Reigns è riuscito a vincere il match prima che il tempo scadesse, ma solo per squalifica e Sheamus ha pertanto mantenuto il titolo: Alberto Del Rio, King Barrett e Rusev erano infatti intervenuti sul ring per attaccare Reigns, causando la squalifica. Al termine del match Sheamus ha annunciato di aver formato una stable, denominata "The League of Nations", i cui membri hanno come punto in comune il fatto di essere nati in Paesi diversi dagli Stati Uniti. Il gruppo ha esordito in un match ufficiale nella puntata di Raw del 7 dicembre quando, insieme ai membri del New Day (Big E, Kofi Kingston e Xavier Woods), ha sconfitto Dean Ambrose, Roman Reigns e gli Usos (Jimmy e Jey Uso). La League of Nations è stata tuttavia sconfitta per countout dal solo Reigns nella puntata di SmackDown del 3 dicembre. Anche se in questo periodo il principale avversario del gruppo è stato Roman Reigns, quest'ultimo ha trovato in Dean Ambrose e negli Usos degli alleati per fronteggiarla. Gli altri membri del gruppo hanno rivaleggiato con altri wrestler: Del Rio ha iniziato una faida con Jack Swagger per lo United States Championship, mentre Rusev si è scontrato con Ryback, colpevole di aver interrotto il ritorno a Raw di Lana, fidanzata e manager di Rusev. Sheamus, Alberto Del Rio e Rusev sono riusciti a vincere i loro rispettivi match a TLC: Sheamus ha difeso con successo il WWE World Heavyweight Championship contro Reigns in un Tables, Ladders and Chairs match, grazie all'aiuto di Del Rio e Rusev, che hanno invece rispettivamente sconfitto Swagger (in un chairs match) e Ryback. Sheamus ha tuttavia perso il titolo la notte seguente a Raw contro Reigns, che è riuscito a superare le interferenze di Del Rio e Rusev, oltre a quelle di Mr. McMahon, che aveva accettato la richiesta di Sheamus di difendere il titolo alla sola condizione che Reigns, in caso di sconfitta, sarebbe stato licenziato (kayfabe).
Nel frattempo Del Rio e Rusev hanno continuato a lottare insieme e hanno sconfitto gli Usos in due occasioni. Nella puntata di Raw del 28 dicembre la League of Nations (King Barrett, Rusev e Sheamus) ha sconfitto Ambrose e gli Usos, mentre Del Rio ha affrontato il rientrante John Cena, contro cui aveva vinto lo United States Championship nel mese di ottobre a Hell in a Cell: Del Rio ha perso il match per squalifica a causa dell'intervento degli altri membri della League of Nations, ma ha pertanto mantenuto il titolo.
Dopo che Sheamus non è riuscito a riconquistare il WWE World Heavyweight Championship, anche Del Rio ha perso lo United States Championship contro Kalisto nella puntata di Raw dell'11 gennaio 2016, ma lo ha riconquistato nella puntata di SmackDown del 14 gennaio. Alberto Del Rio e Sheamus hanno continuato a vincere in diversi tag team match, ma i quattro insieme sono stati nuovamente sconfitti da Reigns in un handicap match nella puntata di SmackDown del 21 gennaio, questa volta per squalifica.
Alla Royal Rumble Sheamus, Rusev e Del Rio hanno preso parte al Royal Rumble match per il WWE World Heavyweight Championship con l'obiettivo di eliminare dal match il campione in carica Roman Reigns, che hanno attaccato e infortunato (kayfabe) nel corso della contesa, venendo tuttavia in seguito eliminati dall'incontro tutti e tre da quest'ultimo. Nel mese di febbraio gli altri membri della League of Nations hanno aiutato Del Rio nella sua rivalità con Kalisto, avendo la meglio sui Lucha Dragons (Kalisto e Sin Cara) in diversi match, ma Del Rio è stato sconfitto da Kalisto per 2-1 in un two out of three falls match valido per il titolo nel kick-off di Fastlane.
Nel mese di febbraio, a partire da Fastlane, i membri della League of Nations sono stati presi in giro dal New Day, ospiti del Cutting Edge Peep Show condotto da Edge e Christian: ciò ha portato i membri della League of Nations a interrompere il segmento. Nel mese di marzo i membri del New Day hanno continuato a prendere in giro la League of Nations attraverso dei video parodia e le due stable si sono sfidate in un tag team match valido per il WWE Tag Team Championship detenuto dal New Day a Roadblock, ma Barrett e Sheamus sono stati sconfitti da Big E e Kingston; anche Del Rio e Rusev non sono riusciti a conquistare il titolo la notte seguente a Raw contro Big E e Woods, il che ha portato la League of Nations ad attaccare gli avversari al termine del match, con la rivalità tra le due stable che è culminata a WrestleMania 32 in un handicap match non titolato, dove Del Rio, Rusev e Sheamus hanno sconfitto Big E, Kingston e Woods in un match, per poi essere attaccati da Mick Foley, Shawn Michaels e Steve Austin. La notte seguente a Raw Barrett e Sheamus hanno ottenuto un'altra opportunità per conquistare il WWE Tag Team Championship, ma sono stati sconfitti e al termine del match Barrett è stato attaccato dagli altri membri e cacciato dal gruppo per essere considerato "l'anello debole"; Sheamus, Rusev e Del Rio sono stati invece successivamente attaccati dai membri della Wyatt Family (Bray Wyatt, Braun Strowman e Erick Rowan).
Nella puntata di SmackDown del 28 aprile Del Rio e Rusev hanno abbandonato Sheamus durante un six-man tag team match contro Cesaro, Kalisto e Sami Zayn che è quindi terminato con la sconfitta della League of Nations per count out. In seguito i tre restanti membri si sono attaccati a vicenda nel backstage, sancendo così la fine della stable. Del Rio ha confermato in un'intervista che il gruppo si era definitivamente separato, aggiungendo inoltre che l'attacco subìto dalla Wyatt Family a Raw avrebbe dovuto portare ad uno scontro, ma a causa di reali infortuni occorsi a due dei membri della Wyatt Family (Wyatt e Harper) i piani sono stati annullati. Pochi giorni dopo lo scioglimento, in un'intervista insieme a Lana con Michael Cole nel mese di maggio, Rusev ha rivelato che la League of Nations si è formata dopo "una partita a carte" e Lana ha giustificato la sua assenza dagli show televisivi affermando di averlo avvertito che formare la League of Nations era una cattiva idea, dicendo di aver avuto ragione, in quanto il gruppo si è poi aspramente sciolto, concludendo che non è apparsa al fianco di Rusev durante questo periodo perché non voleva essere parte di un fallimento, mentre Rusev ha concluso dicendo che si è sentito tradito dai suoi ex alleati.

## Critiche
La gestione del gruppo da parte della WWE e dei suoi sceneggiatori è stata molto criticata dai fan e dalla critica specializzata. Steve Khan del Wrestling Observer Newsletter ha scritto: 
(Steve Khan, 2015)

## Nel wrestling

### Mosse finali
- Alberto Del Rio
  - Cross armbreaker
- King Barrett
  - Elbow smash
- Rusev
  - Camel clutch
- Sheamus
  - Running bicycle kick

### Musiche d'ingresso
- Hellfire dei CFO$[55]
- A League of Their Own di Jim Johnston[56]

## Titoli e riconoscimenti
- WWE World Heavyweight Championship (1)[12] – Sheamus
- WWE United States Championship (2)[57] – Alberto Del Rio